# Конвой Хальмахера – Манокварі (09.11.43 – 15.11.43)
Конвой Хальмахера — Манокварі (09.11.43 — 15.11.43) — японський конвой часів Другої світової війни, проведення якого відбувалось у листопаді 1943-го.
Вихідним пунктом конвою була затока Кау на острові Хальмахера (північна частина Молуккського архіпелагу), який відігравав важливу роль у постачанні японських сил на заході Нової Гвінеї. Пунктом призначення став Манокварі (північно-східний кут півострова Чендравасіх), де ще в квітні 1942-го японці створили свою базу.
До складу конвою увійшли транспорти «Суец-Мару», «Вакацу-Мару» та «Юбає-Мару» (Yubae Maru), що перевозили 14-й, 15-й та 16-й загони аеродромного будівництва. Охорону забезпечував мінний загороджувач «Вакатака».
Конвой вийшов з порту 9 листопада 1943-го та 11 листопада досягнув Манокварі. Тут він швидко розвантажився і вже 12 листопада рушив назад.
У підсумку конвой пройшов без втрат і 15 листопада прибув до затоки Кау.